# John Marchbank
John Marchbank (* 19. Januar 1883 in Lambfoot, Dumfriesshire; † 25. März 1946) war ein schottischer Gewerkschafter.

## Leben
Marchbank war der Sohn eines Schafhirten. Als junger Mann begann er für die Caledonian Railway zu arbeiten, für die er als Transportarbeiter und später als Bremser tätig war. 1906 trat Marchbank in die Amalgamated Society of Railway Servants, die britische Eisenbahngewerkschaft, die 1912 in der National Union of Railwaymen (NUR) aufging, in deren Exekutivkomitee er gewählt wurde.
Von 1922 bis 1924 fungierte Marchbank als Präsident der National Union of Railwaymen. Von 1923 bis 1924 gehörte er parallel hierzu dem britischen Gewerkschaftskongress (Trades Union Congress) an. Von 1933 bis 1943 amtierte Marchbank als Generalsekretär der NUR. Von 1935 bis zu seinem Tod er zudem Vizepräsident der Internationalen Transportarbeitergewerkschaft (International Transport Workers’ Federation). Seit 1943 war Marchbank zudem ein Direktor der British Overseas Airways Corporation (BOAC).
Aufgrund seiner Stellung als führender britischer Gewerkschafter geriet Marchbank Ende der 1930er Jahre ins Visier der Polizeiorgane des nationalsozialistischen Deutschlands, die ihn als wichtige Zielperson einstuften: Im Frühjahr 1940 setzte das Reichssicherheitshauptamt in Berlin ihn dann auf die Sonderfahndungsliste G.B., ein Verzeichnis von Personen, die im Falle einer erfolgreichen deutschen Invasion Großbritanniens durch die Sonderkommandos der SS-Einsatzgruppen mit besonderer Priorität ausfindig gemacht und verhaftet werden sollten.

## Schriften
- This is the People's War, 1939.